# Otto Trieloff
Otto-Paul Trieloff (* 17. November 1885 in Duisburg; † 6. Juli 1967 in Essen-Rüttenscheid) war ein deutscher Leichtathlet, bei den Olympischen Spielen 1908 in London startete. In der olympischen Staffel wurde er Zweiter (ca. 3:32,4 min), zusammen mit Arthur Hoffmann, Hans Eicke und Hanns Braun.
Er startete bei diesen Spielen außerdem im 400-Meter-Lauf und schied dort im Vorlauf aus. Zudem sicherte er sich bei den deutschen Meisterschaften 1908 in Berlin den deutschen Meistertitel im 400-Meter-Lauf.
Otto Trieloff gehörte Preußen Duisburg an.
Seinen Schulabschluss machte er 1904 am Steinbart-Gymnasium in Duisburg. Literarisch trat Trieloff im Rahmen seiner akademischen Bildung nur selten in Erscheinung. Das einzige in einem namhaften Verlag publizierte Werk trägt den Titel Die Entstehung der Rezensionen in den Frankfurter Gelehrten-Anzeigen vom Jahre 1772; es erschien 1908 im Verlag von Heinrich Schöningh, Münster in Westfalen. Das Werk ist im Faksimile-Scan als Download in den Canadian Libraries der Robarts-University of Toronto erhältlich.